# Società Sportiva Calcio Bari 2023-2024
Questa voce raccoglie le informazioni riguardanti la Società Sportiva Calcio Bari nelle competizioni ufficiali della stagione 2023-2024.

## Stagione

### Precampionato
Il Bari disputa il suo 48º campionato di Serie B e partecipa per la 65º volta alla Coppa Italia.
Dopo la delusione della finale play-off persa contro il Cagliari, il club sostanzialmente mette in atto un silenzio stampa, interrotto dopo un mese, il 13 luglio 2023, con la presentazione della nuova stagione (la prima operazione del mercato biancorosso della nuova stagione è stata eseguita il giorno prima). In tale circostanza, il presidente Luigi De Laurentiis dichiara che l'obiettivo della squadra è il raggiungimento dei play-off per la promozione in Serie A, confermando ufficialmente lo staff tecnico e il tecnico Michele Mignani (quest'ultimo con un rinnovo contrattuale fino al 30 giugno 2025). Inoltre rende noto che la società ha ancora il bilancio in passivo. Il 1º luglio la rosa biancorossa ha perso dodici calciatori per scadenza di contratti e prestiti, la cui metà, pur non essendo pienamente titolari hanno dato un contributo non trascurabile nell'anno appena trascorso, fra questi Antenucci, Benedetti, Botta e Folorunsho; l'unico a firmare poi il rinnovo contrattuale è Pucino. 
In un calciomercato estivo generalmente lento e piatto per le prime due serie italiane, il Bari riallestisce la rosa poco per volta. Il portiere Caprile e il centravanti Cheddira, "scoperte" della scorsa stagione, sono venduti al Napoli (l'altra società dei De Laurentiis, che li ha poi girati in prestito ad altri club di massima serie), con il primo rimpiazzato dal brasiliano Brenno, del Grêmio. In definitiva, sette componenti della formazione titolare vengono mantenuti, con il reparto difensivo rimasto del tutto immutato. Fra i nuovi entrati in squadra, in buona parte giovani già impegnati in cadetteria, vi sono le punte Davide Diaw e Marco Nasti, richiesti da gran parte dei club di Serie B, i centrocampisti Malcom Edjouma dell'FCSB e Mattia Aramu, quest'ultimo ingaggiato nell'ultimo giorno di calciomercato per sopperire alla lunga assenza di Jérémy Ménez, causata dall'infortunio al legamento crociato anteriore del ginocchio destro nella prima giornata di campionato contro il Palermo. Con pochi acquisti definitivi di cartellini da parte della società, quasi tutti i prestiti sono con diritto di riscatto, a differenza degli anni precedenti (in cui erano a maggioranza prestiti secchi). Da più parti viene evidenziata l'assenza di una prima punta di peso.
Il 12 agosto, in Coppa Italia, i galletti sono stati subito estromessi ai trentaduesimi dal Parma, per effetto di uno 0-3 subìto fra le mura amiche.

### Campionato e play-out
Con la tifoseria in stati d'animo nettamente meno sereni dell'anno precedente, la campagna abbonamenti dello stadio San Nicola chiude a inizio ottobre con 8.809 tessere vendute, 1.156 più dell'ultima (a ciò si aggiunge la sperimentazione da metà agosto, da parte della SSC Bari, della cosiddetta "biglietteria dinamica" già utilizzata da alcune società di Serie A, con cui viene aumentato il costo delle gare interne più importanti, rispetto a quello standard).
Dopo un avvio di stagione sottotono con 10 punti realizzati in nove partite, frutto di una vittoria, sette pareggi e una sconfitta (due, con quella in Coppa Italia contro il Parma), e con la squadra al dodicesimo posto in classifica, il tecnico Michele Mignani viene sollevato dall'incarico. Al posto di Mignani è chiamato Pasquale Marino, che si lega alla società barese con un contratto fino al termine della stagione. Il tecnico siciliano non guida una squadra da quasi due anni. L'avvicendamento di Marino non porta i risultati sperati, con il Bari che chiude il girone d'andata all'undicesimo posto con 23 punti conquistati, rendimento ben al di sotto delle aspettative e in un clima di forte contestazione societaria. Nell'annata precedente il Bari aveva chiuso il girone d'andata al quarto posto con 30 punti.
I biancorossi aprono il girone di ritorno con una convincente vittoria casalinga per 3-1 contro la Ternana, ma successivamente incappano in una nuova crisi di gioco e risultati con appena un punto ottenuto in tre partite, precipitando al quattordicesimo posto a 5 punti dalla zona play-out e 7 dalla zona della retrocessione diretta. Questa nuova crisi porta la società biancorossa alla decisione di esonerare Marino. Viene quindi nominato nuovo allenatore l'esperto Giuseppe Iachini, legato alla società barese fino al 30 giugno 2025. Anche l'arrivo di Iachini non porta i frutti sperati, e dopo le prime due vittorie casalinghe contro Lecco e Feralpisalò, la formazione incappa nell'ennesima crisi di risultati che la portano a conquistare appena un punto in cinque partite, scivolando, alla sosta del campionato del 23-24 marzo al quindicesimo posto, a due punti dalla zona play-out e tre punti dalla zona retrocessione diretta. Nel frattempo, il calciatore francese Jérémy Ménez, non ripresosi appieno dall'infortunio al crociato accorsogli a inizio campionato, risolve consensualmente il contratto con il Bari con tre mesi d'anticipo, permettendo così il reintegro di Mattia Aramu, finito fuori rosa al termine della sessione del calciomercato invernale a causa dell'esaurimento dei posti nella "lista over". Alla ripresa del campionato dopo la sosta, la squadra conquista appena un punto in tre partite che la fanno scivolare ulteriormente in basso al sedicesimo posto in zona play-out. Alla luce di questi risultati la società opta per il quarto cambio stagionale in panchina, con l'esonero di Iachini e il passaggio in prima squadra del tecnico della formazione "primavera" Federico Giampaolo. L'arrivo di Giampaolo non risolleva particolarmente le sorti della squadra, che in quattro gare raccoglie tre pareggi e una sconfitta (per 4-1 contro il Cosenza) perdendo la possibilità di salvarsi direttamente. Nell'ultima giornata i galletti, obbligati a vincere per evitare la retrocessione diretta colgono il successo per 2-0 contro il Brescia, dopo quasi tre mesi d'astinenza dall'ultima vittoria (1-0 contro la Feralpisalò il 17 febbraio), assestandosi al diciassettesimo posto finale in coabitazione con l'Ascoli a 41 punti, ma in vantaggio negli scontri diretti contro i marchigiani: per salvarsi, i ragazzi di Giampaolo devono superare il play-out contro la Ternana, con gara di andata in casa e ritorno in trasferta.
Nella gara di andata dei play-out, giocata allo Stadio San Nicola davanti a 33 808 spettatori (record stagionale di presenze per lo stadio barese), il Bari pareggia per 1-1 dopo essere passato in vantaggio al 59º minuto con Nasti e aver subìto il pareggio delle fere all'82º minuto con Pereiro, essendo così costretto a vincere a Terni per salvarsi. Nella gara di ritorno a Terni, i pugliesi vincono nettamente per 0-3 con i gol del capitano Di Cesare, Ricci e Sibilli, centrando così la salvezza.

#### Bilanci
In un'annata contraddistinta da molteplici difficoltà, il Bari riesce a evitare per poco quel che sarebbe stata una clamorosa quanto inaspettata retrocessione in Serie C, dopo il terzo posto e la finale dei play-off persa nei minuti di recupero contro il Cagliari nell'annata precedente, scongiurando prima la retrocessione diretta grazie agli scontri diretti favorevoli contro l'Ascoli, e poi ottenendo la salvezza grazie alla vittoria del play-out contro la Ternana. In questa stagione si sono susseguiti sulla panchina barese ben quattro allenatori, evento che non accadeva dalla stagione 1950-1951. Il diciassettesimo posto finale è il peggior piazzamento in Serie B dalla stagione 2003-2004 ad oggi, dove in quella occasione il Bari si classificò al ventunesimo posto su ventiquattro squadre (e fu sconfitto al play-out dal Venezia retrocedendo in Serie C1, salvo essere poi riammesso in cadetteria). 
Deludono quasi tutti gli acquisti, effettuati tra la sessione estiva e quella invernale dal direttore sportivo Ciro Polito, eccezion fatta per Giuseppe Sibilli, autore di 12 gol, e per Marco Nasti, con all'attivo 7 centri. Degno di nota il rendimento del difensore e capitano della squadra Valerio Di Cesare, autore di 5 gol di cui tre segnati sul finale di stagione e decisivi ai fini della salvezza dei biancorossi. Di Cesare risulta infine essere anche uno dei giocatori più fallosi fra i galletti, con 18 cartellini gialli ricevuti e un'espulsione. In questa stagione sono stati anche diversi i problemi riguardanti gli infortuni, con tre giocatori fuori causa diversi mesi per infortunio al crociato del ginocchio, Maiello, infortunato a ottobre 2023 e rientrato sul finale di stagione, Īlias Koutsoupias, fermo da gennaio 2024 e che chiude la stagione in anticipo, e il succitato Ménez, dapprima rientrato a dicembre e successivamente è costretto a rescindere il contratto anticipatamente causa il riacutizzarsi dell'infortunio. Fuori per infortunio per diversi mesi anche Diaw, che registra 12 presenze e 2 gol in tutto il campionato.
I risultati deludenti si sono ripercossi anche sul dato dei spettatori allo Stadio San Nicola, con la media dei spettatori paganti che si è fermata a 18 187, numero comunque elevato per la media della serie cadetta (l'anno precedente fu di 26 848 spettatori). La partita più vista della stagione è stata quella del 16 maggio 2024, valida per il play-out di andata contro la Ternana con 33 808 spettatori mentre quello meno vista è stata quella del 9 dicembre 2023 contro il Südtirol, seguita da 13 583 spettatori.

## Divise e sponsor
Per la stagione 2023-2024 lo sponsor tecnico è Robe di Kappa, mentre gli sponsor ufficiali sono Molino Casillo, Decò ed MV Line. 
La prima maglia dei galletti, riprodotta graficamente quì in basso a sinistra, è indicata nell'estate 2023 dalla rivista specialistica SoccerBible.com, la quinta più bella d'Europa (per <<il design semplice in apparenza, ma efficace nell'esecuzione>>), precedendo, secondo la rivista stessa, anche corrispondenti annuali italiane quali Juventus, Inter e Milan.
| 1ª divisa | 2ª divisa |

## Organigramma societario
Di seguito sono riportati i membri dello staff del Bari.
Area direttiva
- Amministratore unico: Luigi De Laurentiis
- Segretario generale: Antonello Ippedico
- Segretario Sportivo: Davide Teti

Area comunicazione e marketing
- Area Comunicazione: Valeria Belviso, Leonar Pinto
- Area Comunicazione e Media House: Domenico Bari
- Sicurezza e Stadio: Vito Fanelli
- Ticketing: Francesco Laforgia
- Marketing: Cube Comunicazione Srl
- SLO: Avv. Vittorio Guglielmi

Area sportiva
- Direttore sportivo: Ciro Polito
- Team manager: Gianni Picaro

Area tecnica
- Allenatore: Michele Mignani (1ª-9ª); Pasquale Marino (10ª-23ª); Giuseppe Iachini (24ª-33ª); Federico Giampaolo (34ª-38ª e play-out)
- Allenatore in seconda: Simone Vergassola (1ª-9ª); Massimo Mezzini (10ª-23ª); Simone Pavan (24ª-33ª); Nicola Di Leo (34ª-38ª e play-out)
- Collaboratore tecnico: Davide Campofranco (1ª-23ª); Vincenzo Mirra (24ª-33ª); Vito Di Bari e Nicola Fiorentino (34ª-38ª e play-out)
- Responsabile preparatore atletico: Giorgio D'Urbano (1ª-23ª); Fabrizio Tafani (24ª-38ª e play-out)
- Preparatore atletico: Francesco Cosentino
- Preparatore portieri: Roberto Maurantonio
- Match analyst: Emanuele Insalata
- Magazzinieri: Pasquale Lorusso, Vito Bux

Area sanitaria
- Responsabile sanitario: Emanuele Caputo
- Medici sociali: Giovanni Battista Ippolito e Vito Ungaro
- Fisioterapisti: Gianluca Cosentino, Alessandro Schena e Francesco Sorgente
- Osteopata: Francesco Loiacono
- Podologo: Pasquale Rizzi

## Rosa
| N. |                         | Ruolo | Calciatore                   |
| -- | ----------------------- | ----- | ---------------------------- |
| 1  | Italia (bandiera)       | P     | Alessandro Farroni           |
| 1  | Italia (bandiera)       | P     | Pierluigi Frattali           |
| 4  | Italia (bandiera)       | C     | Mattia Maita                 |
| 5  | Italia (bandiera)       | D     | Emmanuele Matino             |
| 6  | Italia (bandiera)       | D     | Valerio Di Cesare (capitano) |
| 7  | Francia (bandiera)      | A     | Jérémy Ménez                 |
| 8  | Libia (bandiera)        | C     | Ahmad Benali                 |
| 9  | Italia (bandiera)       | A     | Marco Nasti                  |
| 10 | Italia (bandiera)       | C     | Nicola Bellomo               |
| 11 | Marocco (bandiera)      | A     | Ismail Achik                 |
| 12 | Italia (bandiera)       | P     | Luigi Pellegrini             |
| 14 | Croazia (bandiera)      | C     | Karlo Lulić                  |
| 14 | Italia (bandiera)       | C     | Andrea D'Errico              |
| 16 | Italia (bandiera)       | C     | Andrea Astrologo             |
| 17 | Italia (bandiera)       | C     | Raffaele Maiello             |
| 18 | Italia (bandiera)       | A     | Davide Diaw                  |
| 19 | Burkina Faso (bandiera) | C     | Abdoul Guiebre               |
| 19 | Italia (bandiera)       | C     | Filippo Faggi                |
| 20 | Italia (bandiera)       | A     | Giuseppe Sibilli             |

| N. |                         | Ruolo | Calciatore          |
| -- | ----------------------- | ----- | ------------------- |
| 21 | Slovenia (bandiera)     | D     | Žan Žužek           |
| 22 | Brasile (bandiera)      | P     | Brenno              |
| 23 | Italia (bandiera)       | D     | Francesco Vicari    |
| 24 | Francia (bandiera)      | C     | Malcom Edjouma      |
| 25 | Italia (bandiera)       | D     | Raffaele Pucino     |
| 26 | Grecia (bandiera)       | C     | Īlias Koutsoupias   |
| 28 | Belgio (bandiera)       | A     | Akpa Chukwu Hemsley |
| 29 | Italia (bandiera)       | C     | Francesco Lops      |
| 31 | Italia (bandiera)       | D     | Giacomo Ricci       |
| 32 | Italia (bandiera)       | C     | Vincenzo Colangiuli |
| 38 | Italia (bandiera)       | P     | Marco Pissardo      |
| 44 | Italia (bandiera)       | C     | Gennaro Acampora    |
| 44 | Francia (bandiera)      | A     | Aurélien Scheidler  |
| 47 | Romania (bandiera)      | A     | George Pușcaș       |
| 49 | Italia (bandiera)       | A     | Mattia Aramu        |
| 77 | Italia (bandiera)       | C     | Gregorio Morachioli |
| 91 | Sierra Leone (bandiera) | A     | Yayah Kallon        |
| 93 | Algeria (bandiera)      | D     | Mehdi Dorval        |
| 99 | Italia (bandiera)       | D     | Gianluca Frabotta   |

## Calciomercato

### Sessione estiva(dall'1/7 all'1/9)
| Acquisti | Acquisti                 | Acquisti         | Acquisti                         |
| R.       | Nome                     | da               | Modalità                         |
| -------- | ------------------------ | ---------------- | -------------------------------- |
| P        | Brenno                   | Grêmio           | prestito con diritto di riscatto |
| P        | Alessandro Farroni       | Vis Pesaro       | prestito con diritto di riscatto |
| P        | Luca Liso                | FC Francavilla   | fine prestito                    |
| P        | Emanuele Polverino       | Fidelis Andria   | fine prestito                    |
| D        | Daniele Celiento         | Cesena           | fine prestito                    |
| D        | Gianluca Frabotta        | Juventus         | prestito con diritto di riscatto |
| D        | Marco Perrotta           | Pro Vercelli     | fine prestito                    |
| C        | Andrea Astrologo         | Vis Pesaro       | definitivo                       |
| C        | Gennaro Acampora         | Benevento        | prestito con diritto di riscatto |
| C        | Andrea D'Errico          | Crotone          | fine prestito                    |
| C        | Malcom Edjouma           | FCSB             | prestito con diritto di riscatto |
| C        | Filippo Faggi            | Imolese          | definitivo                       |
| C        | Īlias Koutsoupias        | Benevento        | prestito                         |
| C        | Moussa Balla Mane        | Montevarchi      | fine prestito                    |
| C        | Matteo Rossetti          | Rimini           | fine prestito                    |
| C        | Francesco Paolo Scafetta | Vibonese         | definitivo                       |
| A        | Ismail Achik             | Audace Cerignola | definitivo                       |
| A        | Mattia Aramu             | Genoa            | prestito                         |
| A        | Davide Diaw              | Monza            | prestito                         |
| A        | Jérémy Ménez             | -                | svincolato                       |
| A        | Marco Nasti              | Milan            | prestito con diritto di riscatto |
| A        | Giuseppe Sibilli         | Pisa             | prestito con diritto di riscatto |
| A        | Simone Simeri            | Imolese          | fine prestito                    |

| Cessioni | Cessioni                 | Cessioni   | Cessioni                         |
| R.       | Nome                     | a          | Modalità                         |
| -------- | ------------------------ | ---------- | -------------------------------- |
| P        | Elia Caprile             | Napoli     | definitivo                       |
| P        | Pierluigi Frattali       | Frosinone  | definitivo                       |
| P        | Emanuele Polverino       | Vis Pesaro | definitivo                       |
| P        | Edoardo Sarri            | -          | fine contratto                   |
| D        | Marco Bosisio            | Renate     | definitivo                       |
| D        | Antonio Mazzotta         | -          | fine contratto                   |
| D        | Marco Perrotta           | Padova     | definitivo                       |
| C        | Leonardo Benedetti       | Sampdoria  | fine prestito                    |
| C        | Andrea D'Errico          | Crotone    | prestito                         |
| C        | Alessandro Mallamo       | Atalanta   | fine prestito                    |
| C        | Michael Folorunsho       | Napoli     | fine prestito                    |
| C        | Moussa Balla Mane        | Recanatese | prestito                         |
| C        | Salvatore Molina         | -          | fine contratto                   |
| C        | Francesco Paolo Scafetta | Messina    | prestito                         |
| C        | Matteo Rossetti          | Vis Pesaro | definitivo                       |
| A        | Mirco Antenucci          | -          | fine contratto                   |
| A        | Rubén Botta              | -          | fine contratto                   |
| A        | Damir Ceter              | -          | fine contratto                   |
| A        | Walid Cheddira           | Napoli     | definitivo                       |
| A        | Sebastiano Esposito      | Inter      | fine prestito                    |
| A        | Cristian Galano          | -          | fine contratto                   |
| A        | Manuel Marras            | Cosenza    | definitivo                       |
| A        | Simone Simeri            | Carrarese  | prestito con diritto di riscatto |
| A        | Aurélien Scheidler       | FC Andorra | prestito                         |

### Operazioni tra le due sessioni
| Acquisti | Acquisti       | Acquisti | Acquisti   |
| R.       | Nome           | da       | Modalità   |
| -------- | -------------- | -------- | ---------- |
| P        | Marco Pissardo | -        | svincolato |

| Cessioni | Cessioni         | Cessioni  | Cessioni                |
| R.       | Nome             | a         | Modalità                |
| -------- | ---------------- | --------- | ----------------------- |
| D        | Daniele Celiento | Casertana | prestito                |
| A        | Jérémy Ménez     | -         | risoluzione consensuale |

### Sessione invernale(dal 2/1 all'1/2)
| Acquisti | Acquisti       | Acquisti  | Acquisti      |
| R.       | Nome           | da        | Modalità      |
| -------- | -------------- | --------- | ------------- |
| C        | Abdoul Guiebre | Modena    | prestito      |
| C        | Karlo Lulić    | Frosinone | definitivo    |
| A        | Yayah Kallon   | Verona    | prestito      |
| A        | George Pușcaș  | Genoa     | prestito      |
| A        | Simone Simeri  | Carrarese | fine prestito |

| Cessioni | Cessioni           | Cessioni       | Cessioni      |
| R.       | Nome               | a              | Modalità      |
| -------- | ------------------ | -------------- | ------------- |
| P        | Alessandro Farroni | Vis Pesaro     | fine prestito |
| D        | Gianluca Frabotta  | Juventus       | fine prestito |
| C        | Andrea Astrologo   | Lucchese       | prestito      |
| C        | Filippo Faggi      | Virtus Entella | prestito      |
| A        | Matteo Ahmetaj     | Recanatese     | prestito      |
| A        | Simone Simeri      | Taranto        | prestito      |

## Risultati

### Serie B

#### Girone di andata
| Bari 18 agosto 2023, ore 20:30 CEST 1ª giornata | Bari             | 0 – 0 referto | Palermo | Stadio San Nicola (22 811 spett.)\| Arbitro: \| Maresca (Napoli) \| |
| Arbitro:                                        | Maresca (Napoli) |               |         |                                                                     |

| Arbitro: | Prontera (Bologna) |

|  |           |             |
|  | Marcatori | 44’ Sibilli |

| Arbitro: | Santoro (Messina) |

|          |           |           |
| Nasti 6’ | Marcatori | 89’ Pavan |

| Terni 3 settembre 2023, ore 18:30 CEST 4ª giornata | Ternana        | 0 – 0 referto | Bari | Stadio Libero Liberati (5 281 spett.)\| Arbitro: \| Rutella (Enna) \| |
| Arbitro:                                           | Rutella (Enna) |               |      |                                                                       |

| Arbitro: | Abisso (Palermo) |

|              |           |                    |
| Beruatto 12’ | Marcatori | 85’ Chukwu Hemsley |

| Arbitro: | Mariani (Aprilia) |

|                      |           |                        |
| Koutsoupias 28’, 57’ | Marcatori | 30’ Sounas 45+1’ Verna |

| Arbitro: | Sacchi (Macerata) |

|                              |           |           |
| Partipilo 14’ Benedyczak 81’ | Marcatori | 46’ Nasti |

| Arbitro: | Camplone (Pescara) |

|          |           |             |
| Diaw 64’ | Marcatori | 66’ Bellemo |

| Arbitro: | Giua (Olbia) |

|           |           |               |
| Girma 10’ | Marcatori | 34’ Di Cesare |

| Arbitro: | Volpi (Arezzo) |

|             |           |             |
| Sibilli 72’ | Marcatori | 83’ Manconi |

| Arbitro: | Guida (Torre Annunziata) |

|                    |           |                     |
| Moncini 11’ (rig.) | Marcatori | 58’ Diaw 76’ Vicari |

| Arbitro: | Rutella (Enna) |

|             |           |  |
| Sibilli 80’ | Marcatori |  |

| Arbitro: | Bonacina (Bergamo) |

|                                          |           |                                |
| Di Cesare 51’ (aut.) Zennaro 65’ Sau 73’ | Marcatori | 7’ Nasti 49’ Sibilli 79’ Achik |

| Arbitro: | Collu (Cagliari) |

|  |           |                                        |
|  | Marcatori | 30’ Pierini 90’ Tessmann 90+7’ Dembélé |

| Arbitro: | Baroni (Firenze) |

|          |           |  |
| Buso 70’ | Marcatori |  |

| Arbitro: | Cosso (Reggio Calabria) |

|                                  |           |             |
| Sibilli 25’ (rig.) Di Cesare 71’ | Marcatori | 36’ Vinetot |

| Arbitro: | Prontera (Bologna) |

|           |           |  |
| Verde 84’ | Marcatori |  |

| Bari 23 dicembre 2023, ore 16:15 CET 18ª giornata | Bari             | 0 – 0 referto | Cosenza | Stadio San Nicola (17 646 spett.)\| Arbitro: \| Gualtieri (Asti) \| |
| Arbitro:                                          | Gualtieri (Asti) |               |         |                                                                     |

| Arbitro: | Marinelli (Tivoli) |

|                |           |             |
| Esposito 90+2’ | Marcatori | 80’ Sibilli |

#### Girone di ritorno
| Arbitro: | Perenzoni (Rovereto) |

|                                |           |             |
| Ricci 41’ Nasti 43’ Dorval 83’ | Marcatori | 86’ Diakité |

| Arbitro: | Ghersini (Genova) |

|                        |           |                               |
| Mendes 72’ (rig.), 79’ | Marcatori | 9’ (rig.) Sibilli 20’ Edjouma |

| Arbitro: | Di Marco (Ciampino) |

|  |           |                         |
|  | Marcatori | 23’ Fiamozzi 83’ Bianco |

| Arbitro: | Tremolada (Monza) |

|                                       |           |  |
| Ranocchia 44’ Ceccaroni 71’ Segre 80’ | Marcatori |  |

| Arbitro: | Cosso (Reggio Calabria) |

|                                   |           |                |
| Benali 26’ Pușcaș 53’ Sibilli 69’ | Marcatori | 81’ Novakovich |

| Arbitro: | Santoro (Messina) |

|                    |           |  |
| Sibilli 78’ (rig.) | Marcatori |  |

| Arbitro: | Ferrieri Caputi (Livorno) |

|                      |           |  |
| Casiraghi 60’ (rig.) | Marcatori |  |

| Arbitro: | Pezzuto (Lecce) |

|                            |           |  |
| Vandeputte 4’ Iemmello 78’ | Marcatori |  |

| Arbitro: | Monaldi (Macerata) |

|             |           |            |
| Sibilli 56’ | Marcatori | 50’ Matějů |

| Arbitro: | Massimi (Termoli) |

|                                      |           |            |
| Gytkjær 3’ Altare 15’ Pohjanpalo 90’ | Marcatori | 37’ Pușcaș |

| Arbitro: | Perenzoni (Rovereto) |

|  |           |            |
|  | Marcatori | 87’ Kasami |

| Arbitro: | Bonacina (Bergamo) |

|                    |           |            |
| Palumbo 51’ (rig.) | Marcatori | 62’ Pucino |

| Arbitro: | Santoro (Messina) |

|               |           |                                 |
| Edjouma 90+2’ | Marcatori | 1’ (aut.) Maiello 66’ Collocolo |

| Arbitro: | Rutella (Enna) |

|                              |           |            |
| Gabrielloni 38’ Da Cunha 60’ | Marcatori | 90’ Pușcaș |

| Arbitro: | Pezzuto (Lecce) |

|                   |           |              |
| Pușcaș 60’ (rig.) | Marcatori | 3’ Calabresi |

| Arbitro: | Zufferli (Udine) |

|                                            |           |           |
| Mazzocchi 5’ Tutino 17’ Calò 79’ Forte 88’ | Marcatori | 44’ Nasti |

| Arbitro: | Rapuano (Rimini) |

|               |           |           |
| Di Cesare 68’ | Marcatori | 50’ Bonny |

| Arbitro: | Mariani (Aprilia) |

|               |           |           |
| Pittarello 6’ | Marcatori | 16’ Nasti |

| Arbitro: | Colombo (Como) |

|                           |           |  |
| Sibilli 26’ Di Cesare 57’ | Marcatori |  |

#### Play-out
| Arbitro: | Aureliano (Bologna) |

|           |           |             |
| Nasti 59’ | Marcatori | 82’ Pereiro |

| Arbitro: | La Penna (Roma 1) |

|  |           |                                       |
|  | Marcatori | 45+2’ Di Cesare 51’ Ricci 64’ Sibilli |

### Coppa Italia

#### Turni eliminatori
| Arbitro: | Fourneau (Roma 1) |

|  |           |                                 |
|  | Marcatori | 8’ Benedyczak 34’ Bonny 75’ Man |

## Statistiche

### Statistiche di squadra
| Competizione | Punti | In casa | In casa | In casa | In casa | In casa | In casa | In trasferta | In trasferta | In trasferta | In trasferta | In trasferta | In trasferta | Totale | Totale | Totale | Totale | Totale | Totale | DR  |
| Competizione | Punti | G       | V       | N       | P       | Gf      | Gs      | G            | V            | N            | P            | Gf           | Gs           | G      | V      | N      | P      | Gf     | Gs     | DR  |
| ------------ | ----- | ------- | ------- | ------- | ------- | ------- | ------- | ------------ | ------------ | ------------ | ------------ | ------------ | ------------ | ------ | ------ | ------ | ------ | ------ | ------ | --- |
| Serie B      | 41    | 19+1    | 6       | 9+1     | 4       | 21+1    | 19+1    | 19+1         | 2+1          | 8            | 9            | 17+3         | 30           | 38+2   | 8+1    | 17+1   | 13     | 38+4   | 49+1   | -8  |
| Coppa Italia | -     | 1       | 0       | 0       | 1       | 0       | 3       | 0            | 0            | 0            | 0            | 0            | 0            | 1      | 0      | 0      | 1      | 0      | 3      | -3  |
| Totale       | 41    | 20+1    | 6       | 9+1     | 5       | 21+1    | 22+1    | 19+1         | 2+1          | 7            | 10           | 17+3         | 30           | 39+2   | 8+1    | 17+1   | 14     | 38+4   | 52+1   | -11 |

### Andamento in campionato
| Giornata  | 1 | 2 | 3 | 4 | 5 | 6 | 7  | 8  | 9  | 10 | 11 | 12 | 13 | 14 | 15 | 16 | 17 | 18 | 19 | 20 | 21 | 22 | 23 | 24 | 25 | 26 | 27 | 28 | 29 | 30 | 31 | 32 | 33 | 34 | 35 | 36 | 37 | 38 |
| --------- | - | - | - | - | - | - | -- | -- | -- | -- | -- | -- | -- | -- | -- | -- | -- | -- | -- | -- | -- | -- | -- | -- | -- | -- | -- | -- | -- | -- | -- | -- | -- | -- | -- | -- | -- | -- |
| Luogo     | C | T | C | T | T | C | T  | C  | T  | C  | T  | C  | T  | C  | T  | C  | T  | C  | T  | C  | T  | C  | T  | C  | C  | T  | T  | C  | T  | C  | T  | C  | T  | C  | T  | C  | T  | C  |
| Risultato | N | V | N | N | N | N | P  | N  | N  | N  | V  | V  | N  | P  | P  | V  | P  | N  | N  | V  | N  | P  | P  | V  | V  | P  | P  | N  | P  | P  | N  | P  | P  | N  | P  | N  | N  | V  |
| Posizione | 5 | 2 | 5 | 7 | 8 | 8 | 10 | 11 | 12 | 14 | 10 | 8  | 10 | 10 | 12 | 9  | 11 | 11 | 11 | 10 | 10 | 12 | 15 | 12 | 10 | 10 | 11 | 13 | 11 | 13 | 13 | 13 | 14 | 16 | 17 | 18 | 18 | 17 |

Legenda:

Luogo: C = Casa; T = Trasferta. Risultato: V = Vittoria; N = Pareggio; P = Sconfitta.

### Statistiche dei giocatori
| Giocatore      | Serie B  | Serie B | Serie B     | Serie B    | Coppa Italia | Coppa Italia | Coppa Italia | Coppa Italia | Totale   | Totale | Totale      | Totale     |
| Giocatore      | Presenze | Reti    | Ammonizioni | Espulsioni | Presenze     | Reti         | Ammonizioni  | Espulsioni   | Presenze | Reti   | Ammonizioni | Espulsioni |
| -------------- | -------- | ------- | ----------- | ---------- | ------------ | ------------ | ------------ | ------------ | -------- | ------ | ----------- | ---------- |
| G. Acampora    | 20+2     | 0       | 5+1         | 0          | 0            | 0            | 0            | 0            | 22       | 0      | 6           | 0          |
| I. Achik       | 22+1     | 1       | 2           | 0          | 0            | 0            | 0            | 0            | 23       | 1      | 2           | 0          |
| M. Aramu       | 19       | 0       | 0           | 0          | 0            | 0            | 0            | 0            | 19       | 0      | 0           | 0          |
| A. Astrologo   | 0        | 0       | 0           | 0          | 0            | 0            | 0            | 0            | 0        | 0      | 0           | 0          |
| N. Bellomo     | 20+1     | 0       | 1+1         | 1          | 1            | 0            | 1            | 0            | 22       | 0      | 3           | 1          |
| A. Benali      | 32+2     | 1       | 10          | 0          | 1            | 0            | 1            | 0            | 35       | 1      | 11          | 0          |
| Brenno         | 33       | -40     | 3           | 0          | 0            | -0           | 0            | 0            | 33       | -40    | 3           | 0          |
| A. Chukwu H.   | 2        | 1       | 1           | 0          | 0            | 0            | 0            | 0            | 2        | 1      | 1           | 0          |
| V. Colangiuli  | 3        | 0       | 0           | 0          | 0            | 0            | 0            | 0            | 3        | 0      | 0           | 0          |
| A. D'Errico    | 0        | 0       | 0           | 0          | 1            | 0            | 0            | 0            | 1        | 0      | 0           | 0          |
| V. Di Cesare   | 29+2     | 4+1     | 16+2        | 1          | 1            | 0            | 0            | 0            | 32       | 5      | 18          | 1          |
| D. Diaw        | 12       | 2       | 2           | 0          | 0            | 0            | 0            | 0            | 12       | 2      | 2           | 0          |
| M. Dorval      | 36+1     | 1       | 4           | 0          | 1            | 0            | 0            | 0            | 38       | 1      | 4           | 0          |
| M. Edjouma     | 22       | 2       | 2           | 0          | 0            | 0            | 0            | 0            | 22       | 2      | 2           | 0          |
| F. Faggi       | 1        | 0       | 0           | 0          | 1            | 0            | 0            | 0            | 2        | 0      | 0           | 0          |
| A. Farroni     | 0        | -0      | 0           | 0          | 0            | -0           | 0            | 0            | 0        | -0     | 0           | 0          |
| G. Frabotta    | 7        | 0       | 0           | 0          | 0            | 0            | 0            | 0            | 7        | 0      | 0           | 0          |
| P. Frattali    | 0        | -0      | 0           | 0          | 1            | -3           | 0            | 0            | 1        | -3     | 0           | 0          |
| A. Guiebre     | 4        | 0       | 1           | 0          | 0            | 0            | 0            | 0            | 4        | 0      | 1           | 0          |
| Y. Kallon      | 13+1     | 0       | 2           | 0          | 0            | 0            | 0            | 0            | 14       | 0      | 2           | 0          |
| Ī. Koutsoupias | 14       | 2       | 2           | 0          | 0            | 0            | 0            | 0            | 14       | 2      | 2           | 0          |
| F. Lops        | 0        | 0       | 0           | 0          | 1            | 0            | 0            | 0            | 1        | 0      | 0           | 0          |
| K. Lulić       | 16+1     | 0       | 1           | 0          | 0            | 0            | 0            | 0            | 17       | 0      | 1           | 0          |
| R. Maiello     | 15+2     | 0       | 3+1         | 0          | 0            | 0            | 0            | 0            | 17       | 0      | 4           | 0          |
| M. Maita       | 30+2     | 0       | 5+1         | 1          | 1            | 0            | 0            | 0            | 33       | 0      | 6           | 1          |
| E. Matino      | 16+1     | 0       | 3           | 0          | 0            | 0            | 0            | 0            | 17       | 0      | 3           | 0          |
| J. Ménez       | 10       | 0       | 2           | 1          | 0            | 0            | 0            | 0            | 10       | 0      | 2           | 1          |
| G. Morachioli  | 23+1     | 0       | 1           | 0          | 1            | 0            | 1            | 0            | 25       | 0      | 2           | 0          |
| M. Nasti       | 35+2     | 6+1     | 9+2         | 0          | 1            | 0            | 0            | 0            | 38       | 7      | 11          | 0          |
| L. Pellegrini  | 0        | -0      | 0           | 0          | 0            | -0           | 0            | 0            | 0        | -0     | 0           | 0          |
| M. Pissardo    | 6+2      | -9 + -1 | 0           | 0          | 0            | -0           | 0            | 0            | 8        | -9     | 0           | 0          |
| R. Pucino      | 23+1     | 1       | 3           | 0          | 1            | 0            | 0            | 0            | 25       | 1      | 3           | 0          |
| G. Pușcaș      | 15+2     | 4       | 0           | 0          | 0            | 0            | 0            | 0            | 17       | 4      | 0           | 0          |
| G. Ricci       | 32+2     | 1+1     | 8           | 0          | 1            | 0            | 0            | 0            | 35       | 2      | 8           | 0          |
| G. Sibilli     | 35+2     | 11+1    | 9           | 0          | 1            | 0            | 0            | 0            | 38       | 12     | 9           | 0          |
| A. Scheidler   | 3        | 0       | 0           | 0          | 1            | 0            | 0            | 0            | 4        | 0      | 0           | 0          |
| F. Vicari      | 37+2     | 1       | 6           | 0          | 1            | 0            | 0            | 0            | 40       | 1      | 6           | 0          |
| Ž. Žužek       | 11       | 0       | 0           | 0          | 0            | 0            | 0            | 0            | 11       | 0      | 0           | 0          |